# Hulusi Behçet
Hulusi Behçet (Istanbul, 20 febbraio 1889 – Istanbul, 8 marzo 1948) è stato un dermatologo turco.

## Biografia
Hulusi Behçet (pronuncia becet) nacque a Istanbul; si laureò all'accademia militare nel 1910 e si specializzò in dermatologia e malattie veneree studiando a Budapest e Berlino. Nel 1933 divenne professore a Istanbul, dove continuò la sua carriera fino alla morte, avvenuta nel 1948.
Il suo nome è legato alla sindrome di Behçet, una patologia a eziologia ancora ignota. Il dottor Behçet pubblicò su essa circa 196 articoli, di cui 53 pubblicati su riviste di interesse internazionale.